# ジャクメル
ジャクメル (Jakmèl) は1698年に建設されたハイチ南部の都市。南東県の首都。タイノ語のヤキメル (Yaquimel) から。人口は約19万人（2015年推計）。町の様子は19世紀からあまり変わっていない。港町であり、ニューオーリンズ風の大邸宅に住む富裕なコーヒー商人の拠点となった。町の建物にはフランスで購入された鉄製の柱やバルコニーが据えられた。今日、これらの家の多くは、紙粘土の仮面や木彫の動物の置物などを売る工芸店となっている。近年の努力によりかつての葉巻とコーヒー産業が復興しつつある。ジャクメルはその相対的な静けさと首都の最近の政治的混乱からの距離のためハイチでも人気の観光地となっている。

## 歴史
ジャクメルは1698年にフランス領サン＝ドマングの南東部の首都として建てられた。この辺りはタイノ族のボヘチョの治めるハラグア首長国の領域だった。フランス人が到来し町を建設してヤキメルからジャクメルに改名された。

### ナイフ戦争
トゥーサン・ルヴェルチュールは1799年6月に始まったいわゆるナイフ戦争でジャクメルでアンドレ・リゴーと戦った。11月に反乱軍はこの町に追詰められた。守備隊の司令官はアレクサンドル・ペションだった。1800年3月にジャクメルは陥落し戦争は終結した。ペションらムラートの指導者はフランスへ亡命した。

### フランシスコ・デ・ミランダ ベネズエラの国旗を定める
シモン・ボリバルの前にラテンアメリカのスペインによる植民地支配からの解放闘争を指導したフランシスコ・デ・ミランダはジャクメル近郊でベネズエラの最初の国旗を定めた。ジャクメル湾に停泊し、1806年3月12日コルベット艦リアンダー号の艦上で最初のベネズエラ国旗を掲げた。この日は今日もベネズエラで国旗の日として祝われる。

### ラモン・エメテリオ・ベタンセス アンティル連合を模索
プエルトリコの独立派指導者ラモン・エメテリオ・ベタンセスは1870年にドミニカ共和国の反乱への支持と自由政府の樹立のためジャクメルに一時滞在した。当時のハイチ大統領ニサージュ・サジェはベタンセスの全アンティル連合の構想を支持し彼の蜂起を支援した。

### 近年
2004年からジャクメル映画祭が開かれるようになった。2007年にはジャクメル音楽祭が開かれ、成功裡に終わった。謝肉祭の頃には近くの青い泉と砂浜に多くの観光客が訪れる。
2007年2月、新しく選出されたエド・ゼニー市長が就任した。

## 著名な人物
- ルネ・ドゥペストル - デュヴァリエ政権時代に流出した詩人/作家。ジャクメルで生まれ、ここを多くの作品の舞台に用いている。
- ミカエル・ジャン - カナダ総督。ポルトープランスで生まれ一時ジャクメルで過ごした。
- マグロワール・アンブロワーズ（英語版）

## メディア

### ラジオ
- Radio Ambiance FM
- Ambiance TV
- Radio Anacaona
- Radio TeleDiffusion Jacmelienne
- Radio Tele-Express Continental
- Radio Vibration Inter
- Radio Jacmel Inter
- Radio Détente
- Radio Négritude

## 画像

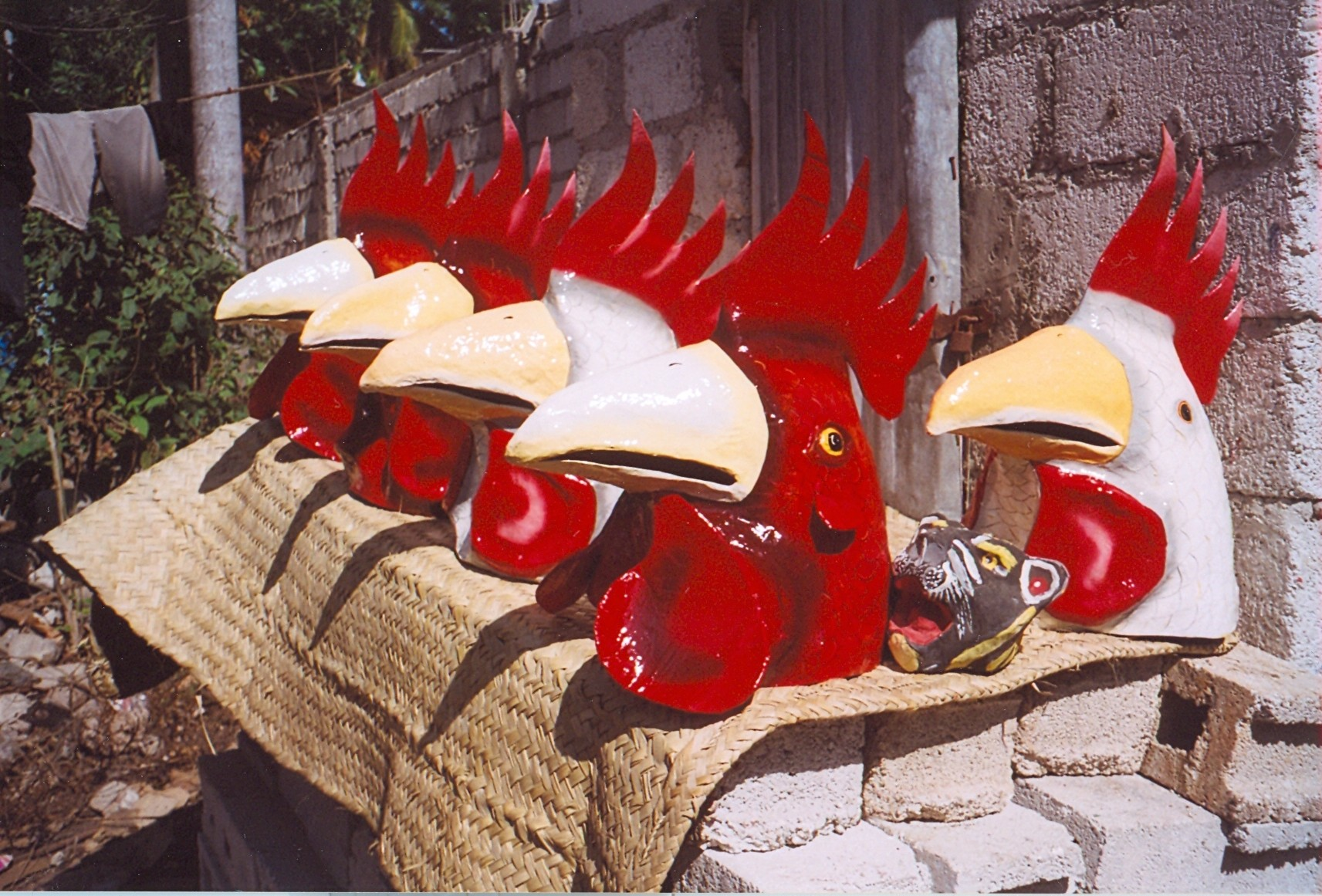
マルディグラの紙粘土の仮面
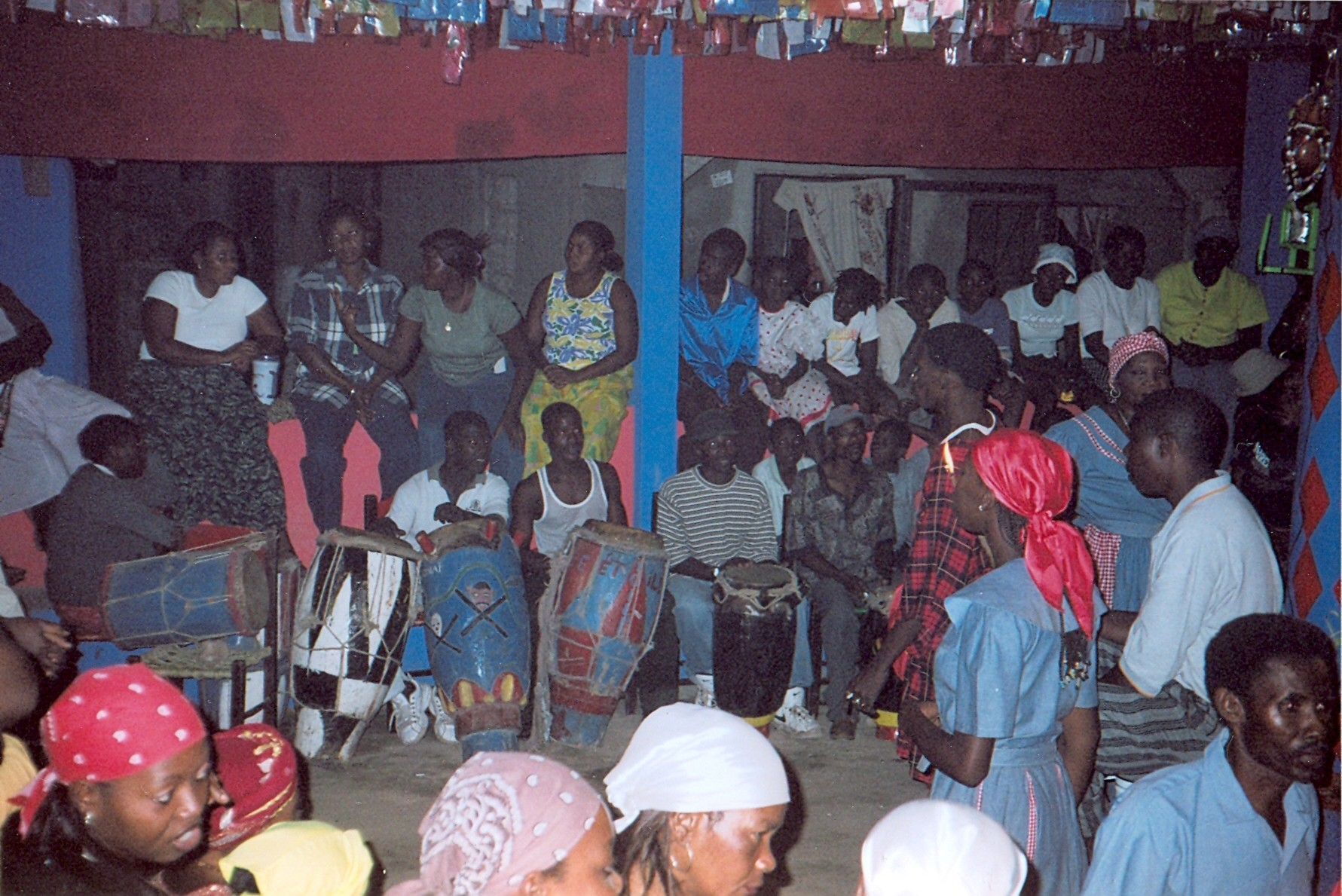
ジャクメルで行われたブードゥー教儀式